# Orden de la Patria (Kazajistán)
La Orden de la Patria (en kazajo: Отан ордені, romanizado: Otan ordeni), también llamada Orden de Otan, es una de las más altas condecoraciones de las que actualmente concede la República de Kazajistán. 

## Historia
La Orden de la Patria fue establecida en 1993 por un decreto del presidente de Kazajistán. Esta orden se otorga a los ciudadanos por su destacada contribución al desarrollo de la economía, la esfera social, la ciencia y la cultura, la ciudadanía, las fuerzas del orden y el servicio militar, el desarrollo de la democracia y el progreso social. Además, la Orden de la Patria se otorga a aquellos ciudadanos que hayan sido galardonados con el título de Héroe del Pueblo de Kazajistán o el título de Héroe del Trabajo de Kazajistán.
Según el reglamento de la Orden, no se prevé la re-adjudicación para ellos, sin embargo, hay casos de algunas personas que tienen dos órdenes de Otan, por ejemplo Gennady Ivanovich Zenchenko fue galardonado en 1999, y en 2008 recibió una segunda Orden de Otan junto con la Estrella de Oro de Héroe del Trabajo de Kazajistán.
La primera persona en ser galardonada fue la figura pública Sergei Vasilievich Drozhzhin (Decreto presidencial del 23 de octubre de 1994). En 2007, el Banco Nacional de la República de Kazajistán emitió una moneda conmemorativa coleccionable con la insignia de la Orden de la Patria.

## Diseño de la medalla
El diseño del medallón ha sufrido varios cambios a lo largo de los años, algunos muy pequeños, debido principalmente al cambio en el nombre y los símbolos estatales, así existen tres tipos básicos que se corresponden a los años 1993, 1998 y 2015 .
En todos los casos la medalla estaba hecha en plata y con partes esmaltadas en diferentes colores

### Tipo 1 (hasta 1998)

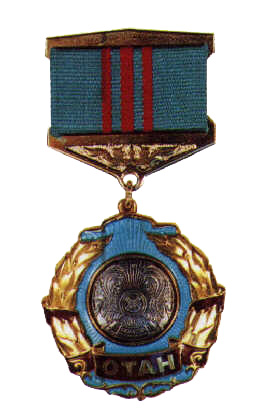
Orden de Otan del Tipo I

La insignia de la orden es un óvalo ornamental de 45x47 mm de tamaño. En el centro hay una imagen del Emblema del Estado de la República de Kazajistán fabricado en plata oxidada. 
El óvalo está enmarcado en los lados con una corona de laurel, abajo con un adorno floral en forma de "trébol". La corona está entrelazada con una cinta roja con la inscripción "OTAH" en ella. El fondo del óvalo está cubierto con esmalte azul transparente, el relieve que sobresale está cubierto con dorado.
Con la ayuda de un ojal y un anillo, la insignia está suspendida a un bloque hexagonal cubierto con una cinta de muaré del color de la Bandera del Estado de la República de Kazajistán con la ayuda de un ojal y un anillo. Una franja roja de 3 mm de ancho corre en el centro de la cinta, dos franjas rojas más de 2 mm de ancho están ubicadas a una distancia de 2 mm de los bordes de la franja central. Hay un adorno que sobresale en la base del bloque.

### TIpo II (1998-2015)
La insignia de la orden es un óvalo ornamental de 45x47 mm de tamaño. En el centro hay una imagen del Emblema del Estado de la República de Kazajistán fabricado en plata oxidada.
El óvalo está enmarcado en los lados con una corona de laurel, abajo con un adorno floral en forma de "trébol". La corona está entrelazada con una cinta roja con la inscripción "OTAH" en ella. El fondo del óvalo está cubierto con esmalte azul transparente, el relieve que sobresale está cubierto con dorado.
Con la ayuda de un ojal y un anillo, la insignia está suspendida a un bloque hexagonal cubierto con una cinta de muaré del color de la Bandera del Estado de la República de Kazajistán, de 34 mm de ancho. Una franja roja de 3 mm de ancho corre en el centro de la cinta, dos franjas rojas más de 2 mm de ancho están ubicadas a una distancia de 2 mm de los bordes de la franja central.

### Tipo 3 (desde 2015)
La orden consta de una placa y un bloque. La insignia es un óvalo ornamental de 45x47 mm de tamaño. En el centro está la imagen del emblema estatal de la República de Kazajistán en esmaltes de colores sobre un fondo de rayos divergentes.
El óvalo está enmarcado en los lados con una corona de laurel, abajo con un adorno floral en forma de "trébol". La corona está entrelazada con una cinta roja con la inscripción "OTAH" en ella. El fondo del óvalo y el escudo de armas está cubierto con esmalte azul transparente, el relieve que sobresale está cubierto con dorado.
Con la ayuda de un ojal y un anillo, la insignia está suspendida a un bloque hexagonal cubierto con una cinta de muaré del color de la Bandera del Estado de la República de Kazajistán, de 34 mm de ancho. Una franja roja de 3 mm de ancho corre en el centro de la cinta, dos franjas rojas más de 2 mm de ancho están ubicadas a una distancia de 2 mm de los bordes de la franja central.
En la parte trasera del bloque hexagonal hay un alfiler con cierre de visera, con el que se sujeta la condecoración a la ropa. Un número de serie está grabado en el reverso del pedido.